# Паксос
Паксос (или Пакси; на гръцки: Παξοί) е гръцки остров в Йонийско море. Той е най-малкият от групата на Йонийските острови. Общината има площ 30 121 km2.
Фактически, в Гърция под името Пакси се разбира комплекс от острови, най-големия от които е Паксос, а по-малкия остров, известен с виното и пясъчните си брегове – Антипаксос.
Според древногръцката митология, Посейдон създал острова, удряйки остров Корфу със своя тризъбец, за да имали с жена си Амфитрита спокойно място за отдих.
Предполага се, че островът е населяван още в доисторически времена. Традиционно, финикийците се считат за първите заселници на Паксос. Името на острова се предполага, че идва от думата Пакс, която означава сланец на финикийски език.
Островът е част от Римската империя до 2 век. По време на Византийската империя и в Средновековието, той е постоянно нападан от пирати. В края на 14 век, властта над острова принадлежи на Венецианската република.